# NGC 6744
NGC 6744 (även känd som Caldwell 101) är en mellanstor spiralgalax  som ligger ungefär 30 miljoner ljusår bort i stjärnbilden Påfågeln. Galaxen anses var den som mest liknar vår egen galax Vintergatan och har fluffiga spiralarmar och en oval galaxkärna. Den har även minst en förvrängd följegalax (NGC 6744A) som ytligt liknar ett av de Magellanska molnen.

## Galleri

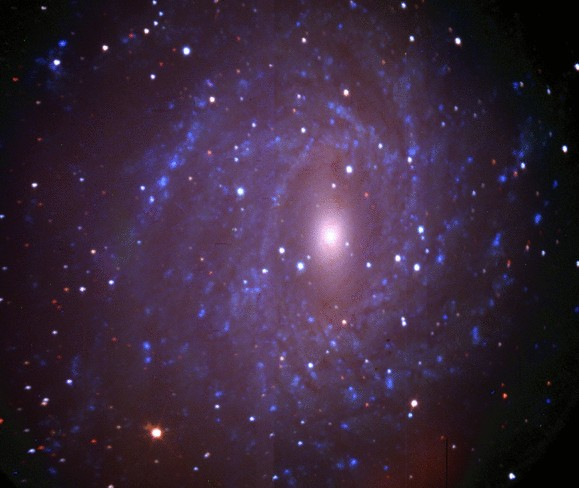
Spiralgalaxen NGC 6744 som den kan ses från SALT
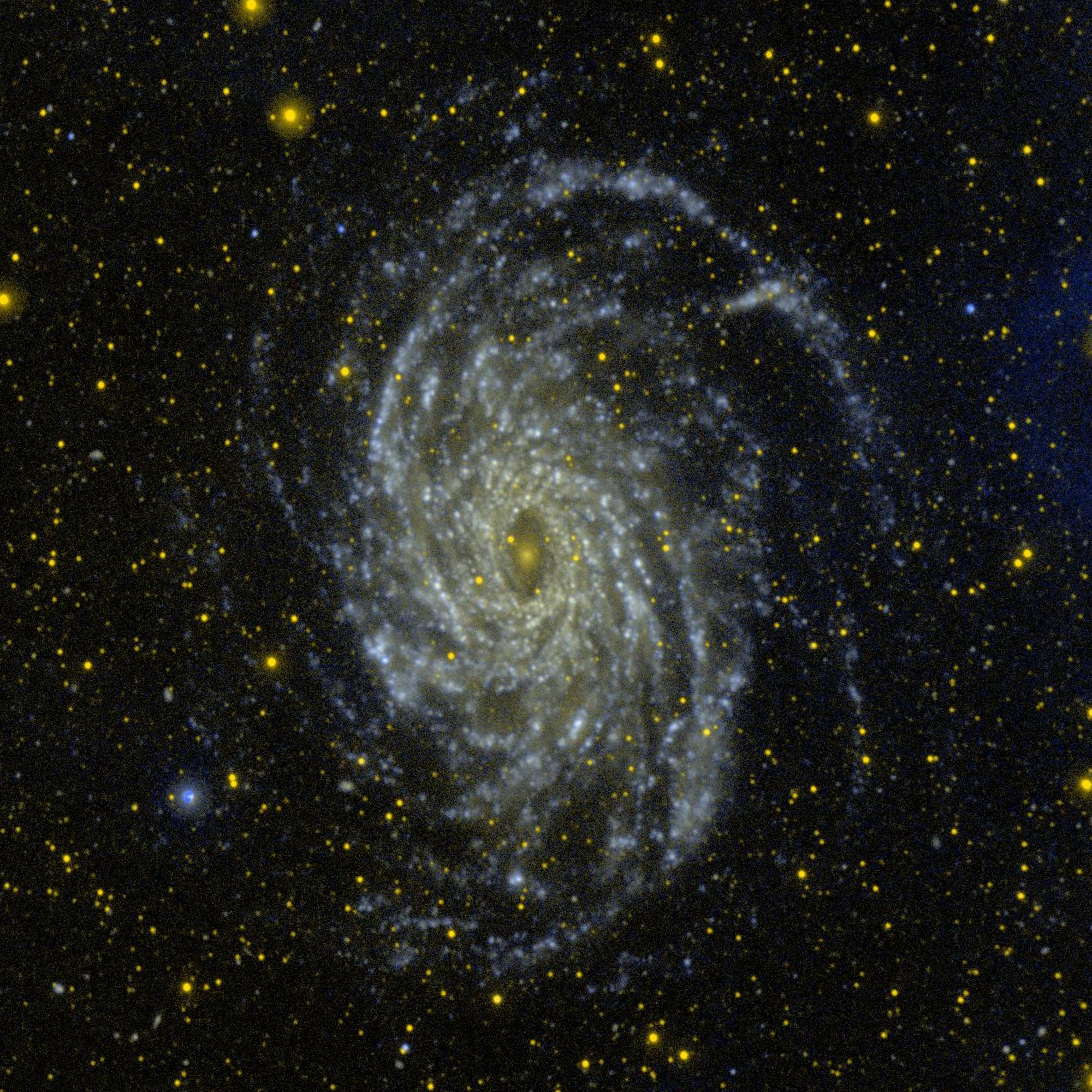
NGC 6744 avbildad av GALEX